# 憲兵特勤隊

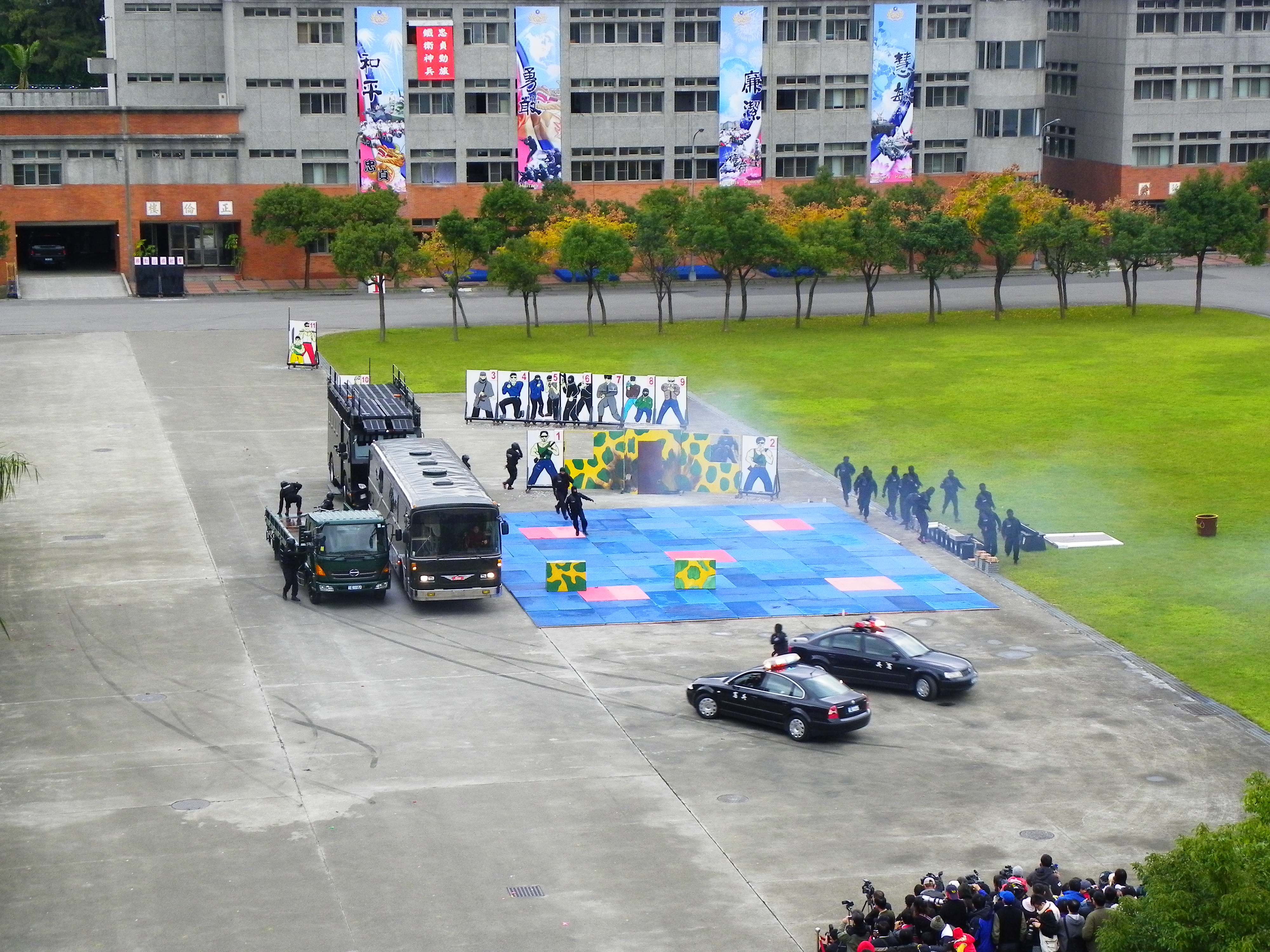
憲兵特勤隊進行反恐演習。

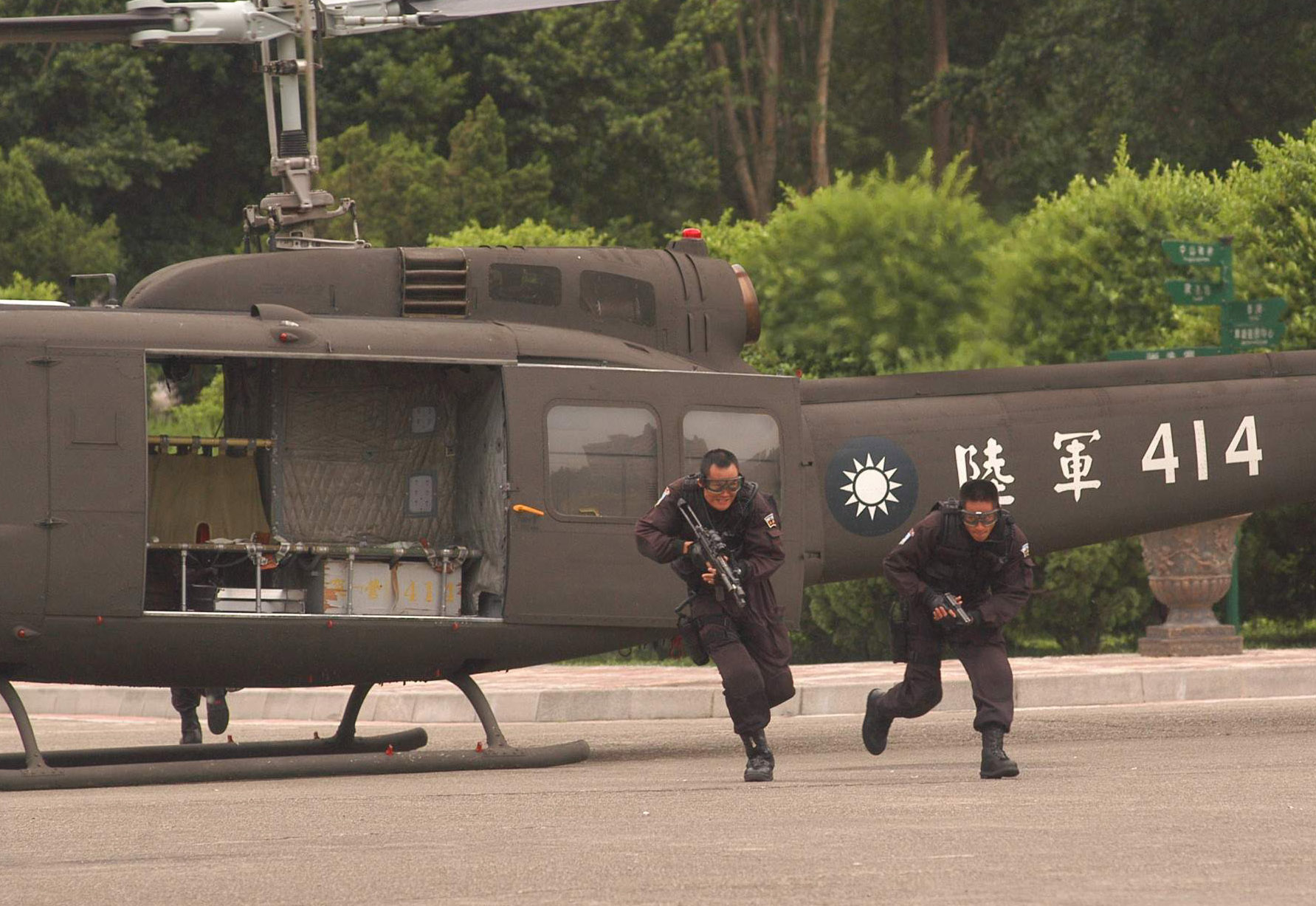
陸軍航空第六0二旅載運憲兵特勤隊執行反恐演訓

中華民國憲兵特種勤務隊是中華民國特種部隊之一，簡稱憲特，隸屬於中華民國國防部憲兵指揮部，成立於1978年，目前駐紮在新北市泰山區堅實營區的特種部隊，主要負責全國的反劫機及臺灣北部地區的反劫持、反破壞任務。成員身著黑衣，別稱夜鷹特勤隊、夜特、人間凶器。

## 歷史
憲兵特勤隊建構伊始主要受到20世紀70年代國際恐怖活動猖獗，以及1972年德國慕尼黑慘案和1976年以色列特種部隊突襲恩培地機場事件的影響。中華民國政府高層官員當時深感在反劫機、反劫持任務上，必須事前就完成各種特定任務編組，配賦各種特種裝備、施以特種訓練，在選優集中精練條件環境下方能順利處置相關險情。自建立以來，憲兵特勤隊除了傳統的警衛安全、反劫持、反暴行、反破壞等任務外，還幫助友邦訓練軍警，於國際間享有聲望，為亞洲地區特種部隊中少數有能力自訓並代訓他國特種部隊的部隊。
近年則常與美國特種作戰部隊如綠扁帽、三角洲特戰隊等互相觀摩訓練，部分英語能力不錯的軍士官甚至是普通士兵都有機會由綠扁帽及三角洲隊員代訓。

## 大事記[3]
- 1977年12月，中華民國國防部起草策畫訂立反劫持、反暴行計畫，憲兵司令部奉國防部命令先行展開任務編組訓練，從全國各憲兵單位中挑選憲兵常備士官班第8~10期（陸常22~24期畢業）、憲兵預備士官班第129期八十餘名，集中臺北林口馬山基地（莒園營區）編成兩個區隊。
- 1978年7月3日，正式命名為憲兵特種勤務隊，直屬國防部參謀本部。
- 1979年7月底，全隊再加入憲兵預備士官班第134期，同時編成第三區隊人數計百餘員，始為中隊編制。
- 1979年12月，因應「靖安二號專案」、「靖安三號專案」納編陸軍特戰總隊特種作戰第31、42、63、24總隊共計16個大隊及駐澎湖第53空降獨立旅改組整編為憲兵第205、206指揮部及憲兵第311、312、313、314、315、316、317、318、319、320、321、322、323、324、325、326、327、328、329、330、331、332營。從中徵調體能戰技均優特戰總隊隊員加入，中隊員額約430員。憲兵特種勤務隊第一期隊員計納編73員。
- 1987年11月，岩灣監獄發生暴動，中華民國政府派出憲兵特勤隊、陸軍空特部特勤隊、海軍陸戰隊特勤隊等前往，支援臺灣警備總司令部保一總隊鎮壓暴動，代號1126專案。這次也是憲兵特勤隊向大眾解密的為數不多的幾次行動中，發生時間最早的一次。
- 1989年5月奉令支援臺北憲兵隊進行1989年5月憲兵直潭淨水廠槍擊事件圍捕任務。
- 1992年8月終止動員戡亂，警備任務移交內政部警政署繼續執行。[註 1]
- 1996年6月，憲兵特勤隊自新北市林口區莒園營區遷至五股區安平營區現址迄今。
- 1997年11月18日，晚間7點，白曉燕命案最後一名逃犯陳進興為了躲避警察追捕，來到臺北市北投區行義路154巷，闖入當時南非駐中華民國大使館武官卓懋祺上校家中，挾持卓懋祺一家五口，打電話向臺北市政府警察局北投分局聲稱自己遭到司法迫害，要求接受外國記者訪問，使整件事情升高成為國際事件。憲兵特勤隊奉令支援警方圍捕。
- 2018年10月26日，國軍甲種特勤隊關鍵戰力競賽，由憲兵特勤隊奪下總冠軍。
- 2020年12月9日，憲兵特勤隊今年度參加「特勤暨偵搜部隊關鍵戰力競賽」及「國軍狙擊第一類競賽」奪下雙料冠軍，接受國防部頒獎表揚。[4]

### 榮譽
2021年，當選國軍模範連隊。
1997年，憲兵特勤隊成軍26週年，並榮獲當年度國軍模範連隊。

2006年7月2日，憲兵士官長陳永昌從美軍遊騎兵學校結訓，是國軍近年來第五位通過美軍遊騎兵學校訓練的國軍戰士，更是第一位順利結訓的亞洲士官長。

## 已知裝備

### 個人武器

#### 手槍
| 武器名稱 | 原產地 | 備註   | 參考資料  |
| -------- | ------ | ------ | --------- |
| 克拉克17 | 奥地利 | 有57把 | [ 6 ]     |
| 克拉克19 | 奥地利 | -      |           |
| HK USP   | 德国   | -      | 9毫米口徑 |

#### 衝鋒槍

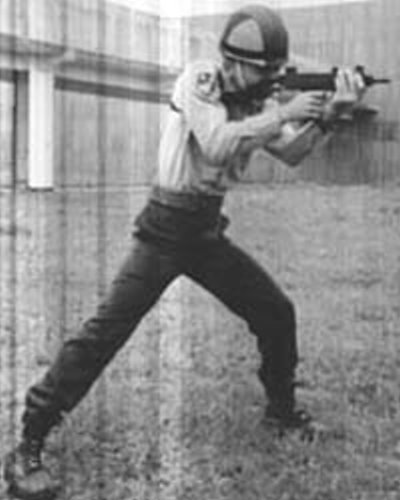
中華民國憲兵部隊試射T77衝鋒槍

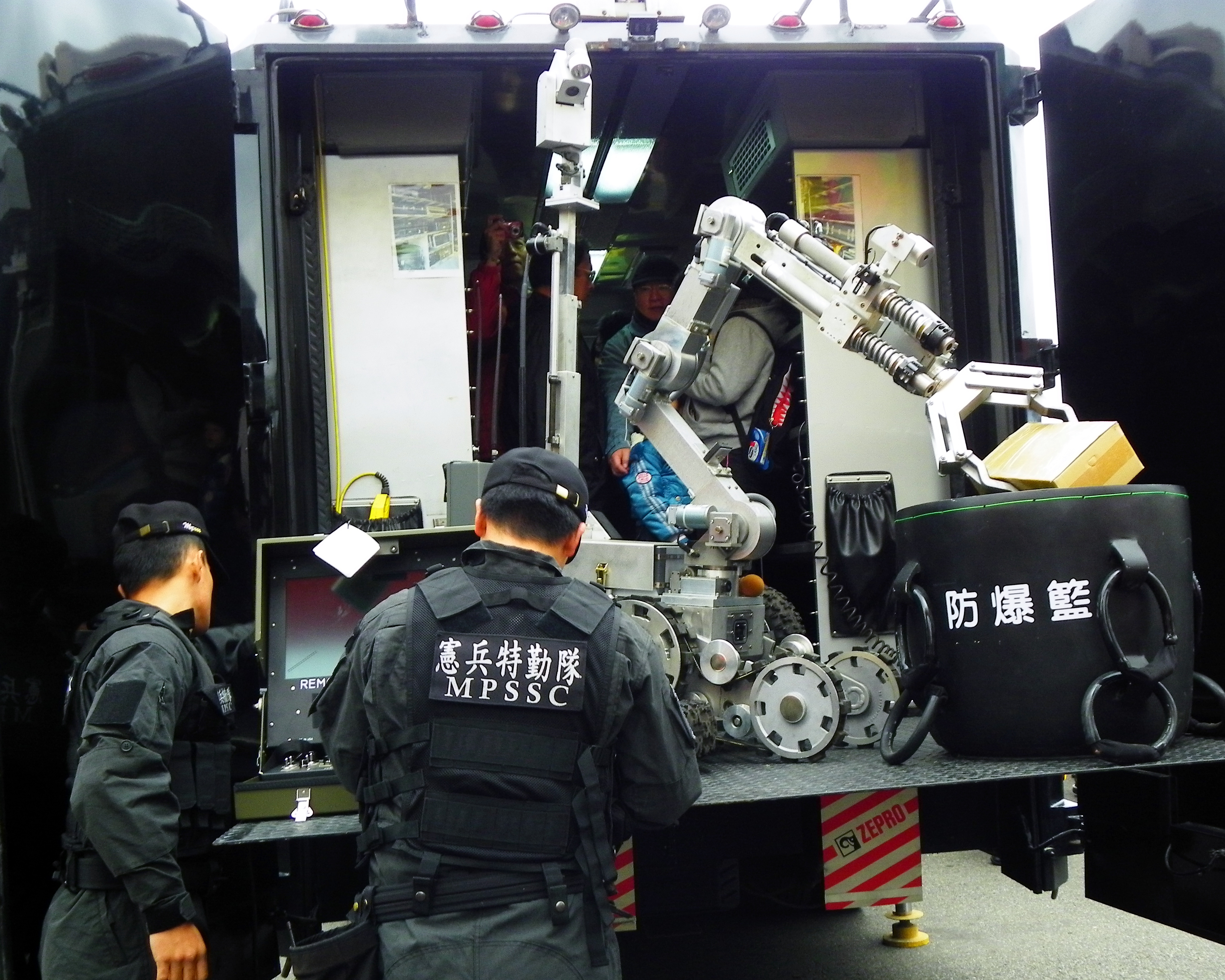
拆彈機器人

| 武器名稱             | 原產地   | 備註   | 參考資料 |
| -------------------- | -------- | ------ | -------- |
| T77                  | 中華民國 | 已撤裝 | -        |
| HK MP5A5             | 德国     | -      | [ 7 ]    |
| 柯爾特RO991          | 美国     | -      | -        |
| Battle Arms XIPHOS 9 | 美国     | -      | [ 8 ]    |

#### 霰彈槍
| 武器名稱       | 原產地 | 備註 | 參考資料 |
| -------------- | ------ | ---- | -------- |
| 雷明登870      | 美国   | -    | -        |
| 莫斯伯格M590A1 | 美国   | -    | -        |
| 伯奈利M3       | 義大利 | -    | -        |
| 伯奈利M4       | 義大利 | -    | -        |

#### 突擊步槍
| 武器名稱 | 原產地   | 備註  | 參考資料 |
| -------- | -------- | ----- | -------- |
| T91      | 中華民國 | -     | -        |
| M16A1    | 美国     | -     | -        |
| CAR-15   | 美国     | -     | -        |
| M4A1     | 美国     | 105把 | [ 9 ]    |
| CM4      | 美国     | -     | -        |

#### 狙擊步槍
| 武器名稱           | 原產地   | 備註       | 參考資料 |
| ------------------ | -------- | ---------- | -------- |
| M24 SWS            | 美国     | -          | -        |
| 巴雷特M82A3        | 美国     | 反器材步槍 | -        |
| 巴雷特M107A1       | 美国     | 反器材步槍 | -        |
| T93K1              | 中華民國 | -          | -        |
| SIG Sauer SSG 3000 | 德国     | -          | -        |
| HK PSG1            | 德国     | -          | -        |

### 個人裝備
- 全黑作戰服
- 戰術頭盔
  -  Ops-Core FAST Bump
- 防彈盔
  -  Crye Precision Airframe Helmet
- 抗噪耳機
- 戰術背心
- 攜板背心
  -  Crye Precision JPC 2.0
  -  Ferro Concepts FCPC V5
- 夜視儀
- 無線電
- 非致命手榴彈

### 全地形偵搜車
| 車輛名稱                     | 原產地   | 備註 | 參考資料 |
| ---------------------------- | -------- | ---- | -------- |
| 光陽 MXU-150 ATV全地形偵搜車 | 中華民國 | 2輛  | [ 10 ]   |